# Hidrocerâmica
Desenvolvida por estudantes do "Institute of Advanced Architecture of Catalunya (IAAC)", na Espanha. O material tem como objetivo principal a economia. O produto final tem como finalidade para construção civil, onde que atua nas coberturas.
A Hidrocerâmica é formada por bolhas de hidrogel e argila, componentes que juntos possibilitam uma absorção de água durante as baixas temperaturas, e com a alta da temperatura fazer a liberação do liquido assim podendo resfriar até 6 graus da temperatura do local.